# Turdus albocinctus
Turdus albocinctus là một loài chim trong họ Turdidae.